# Yamaha MT-10
Die Yamaha MT-10 ist ein Naked Bike des japanischen Fahrzeugherstellers Yamaha Motor. Die erste Generation des von der Yamaha YZF R1 abgeleiteten Motorrads wurde auf der EICMA 2015 vorgestellt und kam 2016 auf den Markt. Das Kürzel „MT“ steht für „Masters of torque“ (englisch, „Meister des Drehmomentes“). 
Die MT-10 übernimmt die Konstruktion des 1-Liter-Vierzylinderreihenmotors der R1 mit einer Crossplane-Kurbelwelle; etwa 40 Prozent der Motorteile kommen nicht von der R1. Dies betrifft auch die Motorkennfelder („1“ für Sport, „2“ für Touring und „3“ für Regen). Der Motor, dessen Kurbelwelle eine größere Schwungmasse hat, leistet 118 kW (160 PS) bei 11.500/min und hat ein Drehmoment von 111 Nm bei 9000/min. Das Fahrwerk stammt von der R1 und hat einen sogenannten Deltabox-Aluminium-Rahmen mit einem Radstand von 1400 mm, vorn eine Upside-down-Gabel mit 43 Millimeter starken Standrohren, hinten eine Schwinge mit einstellbarem Zentralfederbein. Die Masse (Gewicht) beträgt vollgetankt 210 kg.
Zur Serienausstattung gehören ABS, eine dreistufig verstellbare Antriebsschlupfregelung („Traktionskontrolle“) und ein Tempomat für Geschwindigkeiten über 50 km/h. Ein Quickshifter, mit dem Gangwechsel ohne Kupplungsbetätigung möglich sind, ist auf Wunsch erhältlich. Wie bei der R1 wird auch eine MT-10 SP (Sport) angeboten, darüber hinaus eine MT-10 Tourer Edition mit 20 Liter-Koffern. Beide Varianten haben elektronisch einstellbare Federelemente von Öhlins.

## MT-10, 2022
Nach Vorstellung auf der EICMA 2021 kam zum Frühjahr 2022 ein überarbeitetes Modell auf den Markt, dessen Motorleistung auf 121 kW (165 PS) und dessen Höchstgeschwindigkeit von 245 auf 250 km/h anstieg. Es erfüllt die Euro-5-Anforderungen.